# Пойми меня
«Пойми меня» — развлекательная телеигра, российский аналог выходивших в 1980-е годы американской телеигры Hot Streak и немецкой Ruck Zuck, а также телевизионная вариация известной игры «Испорченный телефон». Первые показы телеигры осуществлял ОРТ. На ОРТ была в эфире с 5 апреля по 29 сентября 1995 года со среды по пятницу в 14.35, позже в 11.35. А с 16 ноября 1996 по 6 февраля 2000 года выходила на НТВ по субботам и воскресеньям в 10:30 и в 11:25.
В феврале 2000 года программа была закрыта в первый раз, выходя некоторое время в повторах.
В 2002 году телеигра также повторялась на ТНТ (эфиры 1997—2000 годов без начальной заставки АТВ, контактных телефонов и спонсоров).
8 сентября 2013 года телеигра возобновилась на телеканале «Карусель». Вышло 20 новых выпусков (в 2013 году передача выходила каждую неделю по воскресеньям). По будням с 24 января по 20 февраля 2014 года в 14:10 выходили повторы (все 20 выпусков). С 1 сентября по 14 октября 2014 года в 15:35 транслировался второй сезон программы, состоящий из 26 выпусков. С 11 января по 24 марта 2016 года в 14:00 транслировался третий сезон программы из 35 выпусков.
Главным ведущим игры на протяжении 5 лет (с 1995 по 2000 год) был Олег Марусев. Главной ведущей шоу в 2013—2016 годах была Ольга Шелест (2013—2016), Олег Марусев остался руководителем программы и присутствовал на игре в качестве голоса за кадром.
Эксперт игры 1995-2000 гг так и остался неизвестным. В те годы в народе бытовало мнение, будто бы это сверхчеловек (суровый, серьёзный, никогда не ошибается, не шутит и не улыбается). Даже был конкурс шаржей на эксперта игры "Пойми меня". Однако же в 21 веке на видеозаписях в Интернете телезрители раскусили простую человеческую природу эксперта, который периодически ошибался, не замечая некоторых повторов в 1 и 2 динах. Также один раз он от радости за прекрасную игру продемонстрировал свои эмоции шуткой, сказав, что у команды в 3 дине было 5 совпадений (максимально возможно 4).

## Правила игры
Команда состоит из пяти участников. Перед каждым словом (кроме первого) первый игрок занимает последнее место, а остальные проходят на одного вперёд.
Команда, победившая в игре, продолжает участие в следующей. Победившая в 5 играх (в середине 1995 — в 3 играх) команда получала суперприз и не продолжала игру.
При объяснении слова следующему игроку нельзя повторять слова, услышанные от предыдущего или однокоренные слова (кроме предлогов, союзов, «технических» — молчи, переверни). Также объясняющему запрещено произносить ключевое слово вслух или объяснять его с помощью однокоренных слов.
За каждое засчитанное слово команда получала по 100 очков * номер дина. Каждый участник команд-победителя получал эквивалентную сумму в рублях.
Если команды набирали равное число очков, то в разные сезоны либо разыгрывался ещё один круг третьего дина, либо в следующем выпуске проводилась переигровка с теми же командами.
В 2013—2015 годах за каждое засчитанное слово команда получает по одному очку, умноженному на номер дина.

### Первый дин
Ведущий по очереди задаёт каждой команде по три слова. Члены команды, начиная с первого (который знает заданное слово), пытаются объяснить по цепочке друг другу заданное слово за тридцать секунд (допускается использование жестов). По окончании каждого раунда, специальный эксперт выносит свой вердикт (подмечая нарушения в процессе объяснения слова), в соответствии с которым команда набирает определённое количество баллов. За грубые нарушения команда рискует остаться без очков.

### Второй дин
Правила этого дина коренным образом отличаются от правил первого.
Ведущий по очереди задаёт каждой команде по два слова. У второго и последующих членов команды имеются листы бумаги и маркер с колпачком. Первый член команды объясняет слово своему соседу, однако тот не может произнести что-либо вслух, но может использовать жесты и мимику, чтобы «переспросить» объясняющего (последний не имеет право использовать жесты). Поняв (или подумав, что понял), о чём идет речь, член команды записывает слово на лист бумаги, переворачивает планшет, и объясняет записанное слово следующему и так далее. На выполнение этого задания отводится сорок секунд. Главной особенностью этого дина является то, что член команды, которому объясняют заданное слово, обязан отгадать его правильно, иначе цепочка ответов из слов, отличных от заданного, окажется незасчитанной и это грозит потерей баллов, особенно при ошибке первых членов команды. Также не считаются ответы с того игрока, который не перевернул бумагу или произнёс ответ вслух.

### Третий дин
Третий дин является заключительным. Ведущий задаёт каждой команде по одному слову или устойчивой фразе (если разное количество очков, выбирает капитан команды у кого меньше очков; если равное — жребий тянет капитан команды-новичка), после называет четыре ассоциации, возникающие у него с этим словом.
Затем остальные участники снимают наушники, ведущий вслух называет заданное слово для всех членов команды. Каждый, начиная со второго, называет в свою очередь собственные ассоциации в течение пяти секунд, после этого он обязан передать право названия ассоциаций следующему члену команды и так далее. На задание отводится двадцать секунд. Количество очков выставляется в соответствии с количеством ассоциаций членов команды, совпавших с ассоциациями капитана команды.

### Суперигра
Также в игре существует особый лингвистический дин, от участия в котором команда может отказаться. В нём участникам нужно прочитать предложенную фразу без ошибок. Команда сама называет количество баллов, которое при верном ответе будет прибавлено к счёту, а при неверном — вычтено (сейчас в случае проигрыша отнимают все баллы, а в случае выигрыша — добирают до ничейного результата). Обычно в этом линг-дине редко выигрывают.

## Список локальных версий
В 2025 году действуют только две версии данной телевизионной игры — в Греции и Сербии, а остальные были закрыты и в настоящее время не демонстрируются.
| Страна    | Название игры              | Ведущий                                                                                         | Ведущий                                                                                         | Телеканал                                                        | Даты трансляции                                                   |
| --------- | -------------------------- | ----------------------------------------------------------------------------------------------- | ----------------------------------------------------------------------------------------------- | ---------------------------------------------------------------- | ----------------------------------------------------------------- |
| Австралия | Hot Streak                 | Джеймс О’Нейл                                                                                   | Джеймс О’Нейл                                                                                   | Seven Network                                                    | 23 февраля-27 ноября 1998                                         |
| Австрия   | Ruck Zuck                  |                                                                                                 |                                                                                                 | ATV+                                                             | 2004-2005                                                         |
| Бельгия   | Rap Klap                   | Anne De Baetzelier                                                                              | Anne De Baetzelier                                                                              | VTM                                                              | 1990-1991                                                         |
| Германия  | Ruck Zuck                  | Wener Schulze-Erdel (1988—1991) Jochen Bendel (1992—2000, 2004—2005) Mathias Euler-Rolle (2005) | Wener Schulze-Erdel (1988—1991) Jochen Bendel (1992—2000, 2004—2005) Mathias Euler-Rolle (2005) | Tele 5 (1988—1992, 2004—2005) RTL II (1993—1995) tm3 (1995—2000) | 11.01.1988-20.10.2000 25.10.2004-03.06.2005 17.10.2016-09.11.2017 |
| Германия  | Kinder Ruck Zuck           | Désirée Nosbusch                                                                                | Désirée Nosbusch                                                                                | Tele 5                                                           | 1992                                                              |
| Греция    | Rouk Zouk                  | Зета Макрипулия                                                                                 | Зета Макрипулия                                                                                 | Ant1                                                             | 1994-1997; 2017-н.в.                                              |
| Индонезия | Komunikata                 | Isam Surentu(2000—2005) Indra Bekti(2005)                                                       | Isam Surentu(2000—2005) Indra Bekti(2005)                                                       | TPI (не MNCTV)                                                   | 2000-2005                                                         |
| Индонезия | Komunikata Kapten Bintang  | Isam Surentu                                                                                    | 2001                                                                                            | TPI (не MNCTV)                                                   |                                                                   |
| Индонезия | Komunikata Junior          | Isam Surentu                                                                                    | 2002                                                                                            | TPI (не MNCTV)                                                   |                                                                   |
| Индонезия | Katakan Katamu             | Ben Kasyafani                                                                                   | Ben Kasyafani                                                                                   | antv                                                             | 2010-2011                                                         |
| Индонезия | Kata Bergaya               | Sule и Rizky Febian                                                                             | Sule и Rizky Febian                                                                             | antv                                                             | 2014-2015; 2018-2019                                              |
| Израиль   | Hamesh, Hamesh 5/5         |                                                                                                 |                                                                                                 | Channel 2                                                        | 1993-1994                                                         |
| Казахстан | Ποйми мeʜя                 |                                                                                                 |                                                                                                 | НТК                                                              | 5 октября 2013 — 28 мая 2015                                      |
| Польша    | Podaj Dalej                | Wiesław Tupaczewski                                                                             | Wiesław Tupaczewski                                                                             | RTL7                                                             | 1998; 16 октября 2000-1 февраля 2001                              |
| Россия    | Ποйми мeʜя                 | Олег Марусев                                                                                    | Матвей Ганапольский                                                                             | ОРТ                                                              | 5 апреля-29 сентября 1995                                         |
| Россия    | Ποйми мeʜя                 | Олег Марусев                                                                                    | Евгений Дворжецкий Евгений Стычкин                                                              | НТВ                                                              | 16 ноября 1996-30 января 2000                                     |
| Россия    | Ποйми мeʜя                 | Олег Марусев                                                                                    | Ольга Шелест                                                                                    | Карусель                                                         | 8 сентября 2013-24 марта 2016                                     |
| Сербия    | Zlatni Krug                | Борис Миливойевич и София Райович                                                               | Борис Миливойевич и София Райович                                                               | B92                                                              | 2014-настоящее время                                              |
| США       | Bruce Forsyth’s Hot Streak | Брюс Форсайт                                                                                    | Брюс Форсайт                                                                                    | ABC                                                              | 6 января-4 апреля 1986                                            |
| Франция   | Passe à ton voisin         | Alexandre Pesle                                                                                 | Alexandre Pesle                                                                                 | France 2                                                         | 30 июня-5 сентября 1997                                           |